# 11月21日
11月21日（じゅういちがつにじゅういちにち）は、グレゴリオ暦で年始から325日目（閏年では326日目）にあたり、年末まであと40日ある。

## できごと

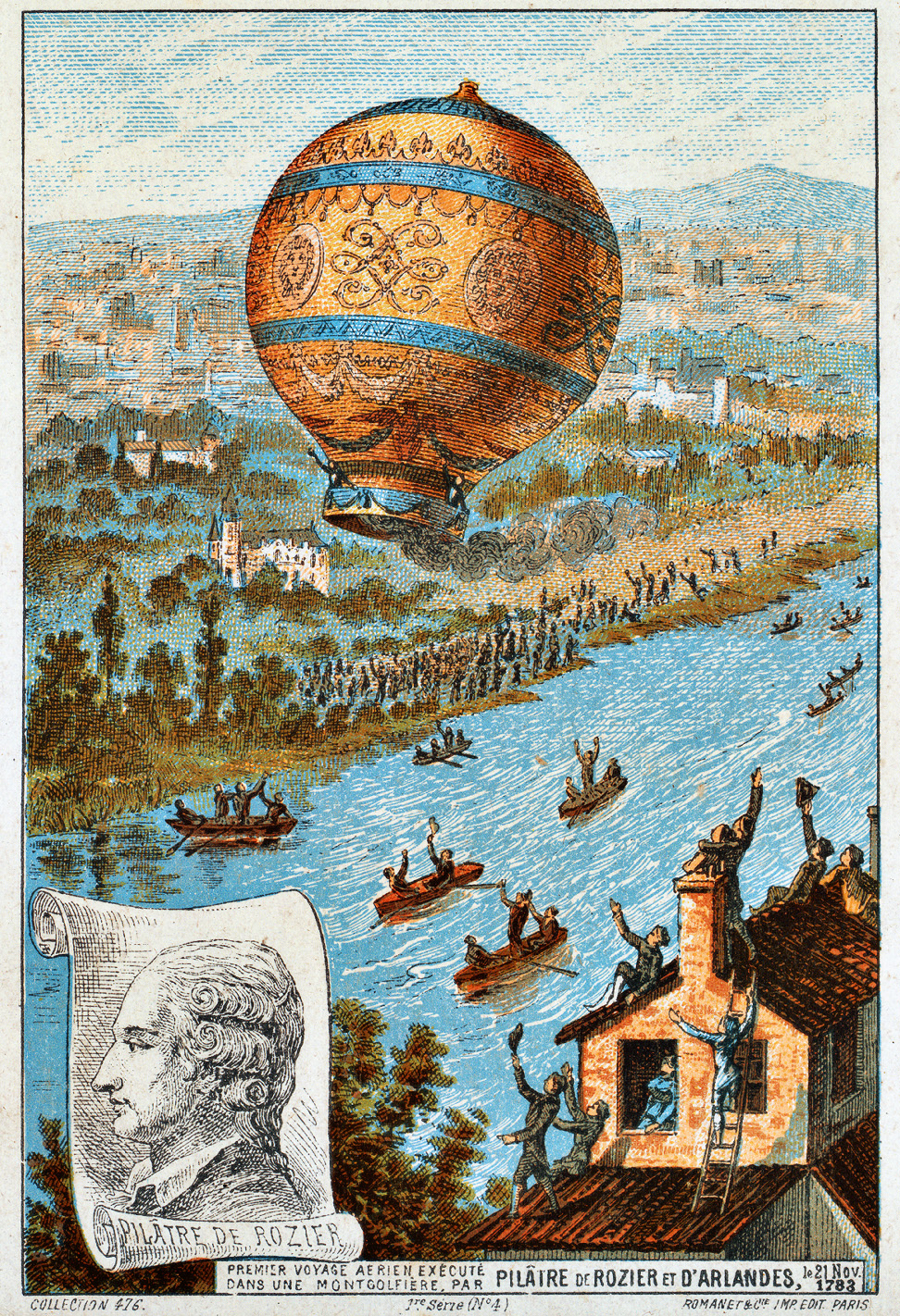
熱気球による初の有人飛行(1783年)。ピラトール・ド・ロジエ、フランソワ・ダルランドの貴族2人が乗船した。

特殊相対性理論第2論文発表(1905年)。1905年当時のアルベルト・アインシュタイン。

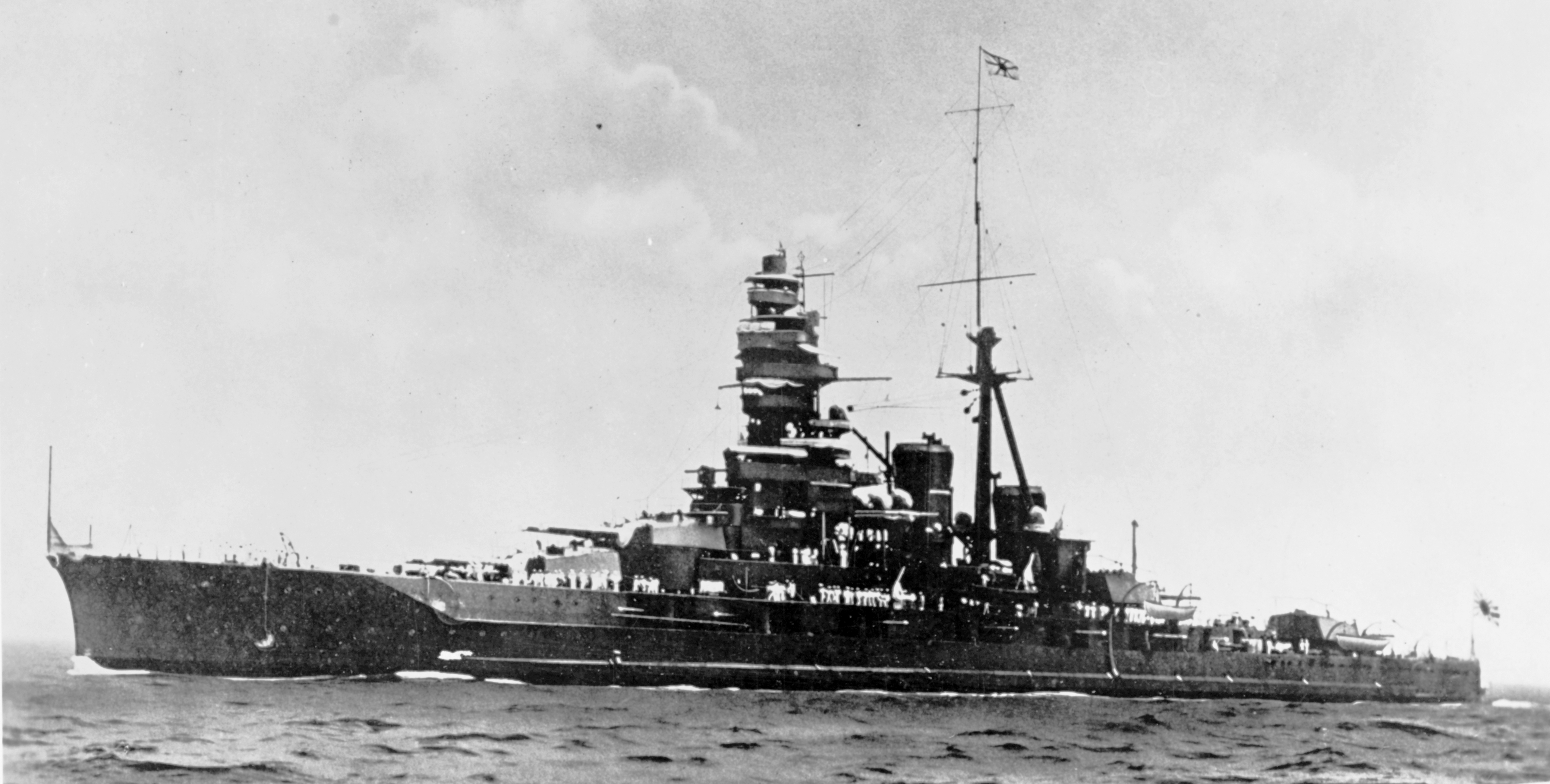
戦艦金剛沈没(1944年)。1913年就役。

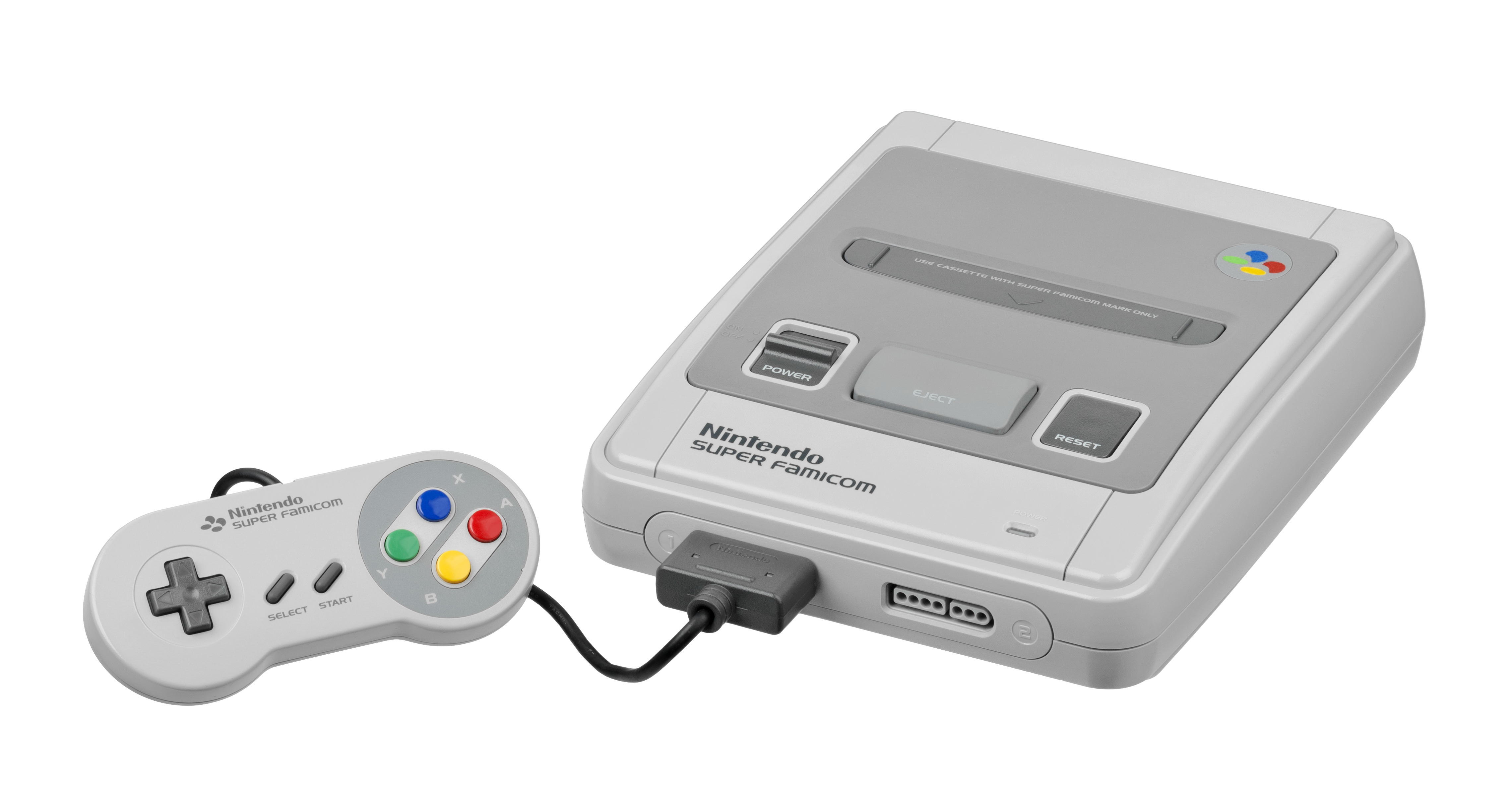
スーパーファミコン発売(1990)。

- 235年 - ローマ教皇アンテルスが即位。
- 1783年 - パリでモンゴルフィエ兄弟が熱気球による初の有人飛行に成功。
- 1789年 - ノースカロライナ州が12番目にアメリカ合衆国憲法に批准。
- 1806年 - ナポレオン戦争: ナポレオン・ボナパルトによって大陸封鎖令が発せられる。
- 1859年 - 安政の大獄: 吉田松陰の死刑を執行。
- 1889年 - 東京・木挽町(現：東銀座)に歌舞伎座が開場。
- 1894年 - 日清戦争: 旅順虐殺事件。
- 1903年 - 三田綱町球場にて早稲田大学野球部と慶應義塾大学野球部の対抗戦が初開催される（早慶戦の起こり）。
- 1905年 - E=mc²の式が載ったアルベルト・アインシュタインの特殊相対性理論の第2論文がドイツの学術誌『アナーレン・デア・フィジーク』に掲載される。
- 1909年 - 人吉 - 吉松間の開業により、門司（現在の門司港）から鹿児島までが鉄道で結ばれる（現在の肥薩線経由）。
- 1916年 - 第一次世界大戦: イギリス海軍に病院船として徴用されていた客船「ブリタニック」が触雷し沈没。
- 1916年 - オーストリア＝ハンガリー帝国君主フランツ・ヨーゼフ1世が崩御し、カール1世がオーストリア皇帝・ハンガリー王に即位。
- 1930年 - 矢口浄水場通水。
- 1939年 - ヨーロッパ航路の貨客船「照国丸」がイギリスの機雷に触れ沈没。乗客乗員は全員救助。
- 1943年 - 第二次世界大戦: タラワの戦いが始まる（ - 11月23日）。
- 1943年 - 阪神武庫川線が開業。
- 1944年 - 第二次世界大戦: 戦艦金剛がサマール沖海戦の帰還中にアメリカ海軍バラオ級潜水艦シーライオンの魚雷が2本命中し沈没。
- 1945年 - 治安警察法廃止。
- 1946年 - 朝日新聞大阪本社が現代かなづかいによる紙面作りを開始。
- 1960年 - 東海道本線・金谷 - 藤枝間で架線試験電車クモヤ93000により175km/hの狭軌世界記録を樹立。
- 1963年 - 第30回衆議院議員総選挙投票。
- 1969年 - 米大統領リチャード・ニクソンと日本の佐藤栄作首相が、安保堅持・1972年の沖縄返還などの日米共同声明を発表。
- 1969年 - ARPANETのIMP間の最初の常設接続が、UCLAとSRI間に確立。
- 1970年 - 国連総会で、中華民国追放・中華人民共和国招請議案が初めて過半数を獲得。
- 1970年 - 名古屋市郊外に日本ケンタッキー・フライド・チキンの第1号店（名西店）がオープン。
- 1974年 - 長嶋茂雄が巨人軍監督に就任。
- 1978年 - 江川卓が読売ジャイアンツと契約。（空白の一日事件）
- 1986年 - 11月15日からの伊豆大島・三原山の噴火に伴い、全島民が一時島を脱出。
- 1989年 - 日本労働組合総連合会（連合）と全国労働組合総連合（全労連）が発足。
- 1990年 - 全欧安全保障協力会議が欧州分断終結を宣言したパリ憲章（英語版）に調印。
- 1990年 - 任天堂の据え置き型ゲーム機、スーパーファミコンが日本国内で発売。
- 1995年 - ユーゴスラヴィア紛争: ボスニア・ヘルツェゴヴィナ紛争終結のためのデイトン合意がなされる。
- 1996年 - 阪和銀行が経営破綻。日本の銀行としては戦後初。
- 1996年 - 大阪外環状鉄道（おおさか東線）設立。
- 2002年 - ブルガリア・エストニア・ラトビア・リトアニア・ルーマニア・スロバキア・スロベニアが北大西洋条約機構(NATO)に加盟。
- 2003年 - 保守新党が解党し、自由民主党に合流。
- 2004年 - 任天堂の携帯型ゲーム機、ニンテンドーDSが北米で発売。
- 2009年 - 任天堂の携帯型ゲーム機、ニンテンドーDSi LLが日本国内で発売。
- 2011年 - オウム真理教元幹部・遠藤誠一に最高裁判所が上告審判決（上訴棄却、死刑が確定）。オウム真理教事件の一連の刑事裁判がすべて終結[1]。
- 2013年 - ラトビア、リガスーパーマーケット屋根崩落事故。死者50人以上[2]。
- 2014年 - 当時の内閣総理大臣・安倍晋三により衆議院が解散された（7条解散）。
- 2017年 - 2017年ジンバブエクーデター: ロバート・ムガベ大統領が書簡で辞意を表明。
- 2024年 - MLBの最優秀選手賞_(MLB)(MVP)に、ア・リーグではニューヨーク・ヤンキースのアーロン・ジャッジ外野手が、ナ・リーグではロサンゼルス・ドジャースの大谷翔平選手が選ばれる。

## 誕生日

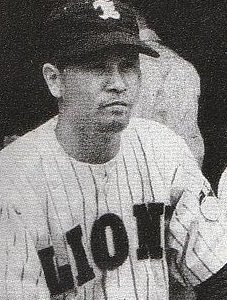
プロ野球選手、監督三原脩(1911-1984)誕生。監督として初めてセ・パ両リーグのペナントを制した。

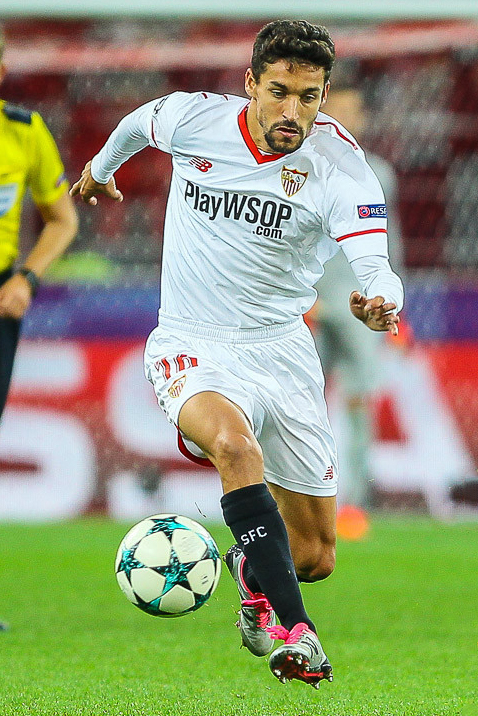
サッカー選手ヘスス・ナバス(1985-)誕生。

- 1617年（元和3年10月23日） - 土佐光起、絵師（+ 1691年）
- 1694年 - ヴォルテール、哲学者（+ 1778年）
- 1768年 - フリードリヒ・シュライアマハー、神学者、哲学者、文献学者（+ 1834年）
- 1778年（安永7年10月3日） - 国友一貫斎、鉄砲鍛冶師、発明家（+ 1840年）
- 1818年 - ルイス・ヘンリー・モーガン、人類学者（+ 1881年）
- 1840年 - ヴィクトリア、ドイツ皇帝フリードリヒ3世の皇后（+ 1901年）
- 1844年（天保15年10月12日） - 馬越恭平、実業家（+ 1933年）
- 1844年 - ヘルマン・ルムシュッテル、鉄道技術者（+ 1918年）
- 1851年 - ボビー・マシューズ、プロ野球選手（+ 1898年）
- 1852年 - フランシスコ・タレガ、作曲家、ギター奏者(+1909年）
- 1854年 - ベネディクトゥス15世、第257代ローマ教皇（+ 1922年）
- 1857年 - マヌエル・ホセ・エストラーダ・カブレーラ、グアテマラ大統領（+ 1923年）
- 1860年（万延元年10月9日） - 服部金太郎、実業家（+ 1934年）
- 1862年 - ジョン・ポール・グード、地理学者（+ 1932年）
- 1866年（慶応2年10月15日） - 小錦八十吉、大相撲第17代横綱（+ 1914年）
- 1867年（慶応3年10月26日） - 伊東忠太、建築家（+ 1954年）
- 1895年 - 蠟山政道、政治学者、行政学者（+ 1980年）
- 1898年 - ルネ・マグリット、画家（+ 1967年）
- 1898年 - レフ・クニッペル、作曲家（+ 1974年）
- 1899年 - 麻生武治、スキー選手、陸上競技選手、登山家（+ 1993年）
- 1899年 - 鈴木弼美、教育者、基督教独立学園高等学校創立者（+ 1990年）
- 1899年 - 本田親男、ジャーナリスト、実業家（+ 1980年）
- 1901年 - 高橋正雄、経済学者（+ 1995年）
- 1904年 - エドモンド・ハミルトン、SF作家（+ 1977年）
- 1904年 - 野村俊夫、作詞家、詩人（+ 1966年）
- 1905年 - フレディ・リンドストロム、プロ野球選手（+ 1981年）
- 1910年 - 江上不二夫、生化学者（+ 1982年）
- 1911年 - 三原脩、元プロ野球選手、監督（+ 1984年）
- 1911年 - 塩見力、元野球選手（+ 没年不詳）
- 1912年 - 佐野周二、俳優（+ 1978年）
- 1917年 - 丁一権、軍人、政治家（+ 1994年）
- 1920年 - スタン・ミュージアル、元プロ野球選手（+ 2013年）
- 1921年 - 渡辺洋三、法学者、東京大学名誉教授（+ 2006年）
- 1921年 - 三輪裕章、元プロ野球選手（+ 1990年）
- 1924年 - クリストファ・トールキン、ファンタジー研究家
- 1930年 - 平林鴻三、官僚、政治家、第67代郵政大臣、元鳥取県知事（+ 2024年）
- 1932年 - 中川君子、宗教家
- 1932年 - 南方英二、お笑い芸人（元チャンバラトリオ）（+ 2010年）
- 1932年 - 谷幹一、俳優、コメディアン（+ 2007年）
- 1933年 - 平幹二朗、俳優（+ 2016年）
- 1933年 - 砂田圭佑、政治家（+ 2015年）
- 1934年 - 岡本教平、元プロ野球選手（+ 没年不詳）
- 1935年 - 大石千八、政治家（+ 2011年）
- 1939年 - 石井晶、元プロ野球選手（+ 2013年）
- 1939年 - ガイ・N・スミス、作家（+ 2020年）
- 1939年 - R・バド・ドワイヤー、政治家（+ 1987年）
- 1940年 - ナタリア・マカロワ、バレエダンサー、振付師、女優
- 1940年 - 広野翼、元プロ野球選手
- 1941年 - イディル・ビレット、ピアニスト
- 1941年 - ドクター・ジョン、ミュージシャン（* 2019年）
- 1941年 - 蟹江栄司、声優（+ 1985年）
- 1943年 - 川井吉彦、実業家、元日本原燃社長
- 1944年 - ハロルド・ライミス、脚本家、映画監督（+ 2014年）
- 1945年 - ゴールディ・ホーン、女優
- 1946年 - 岡本富士太、俳優
- 1946年 - 池上千寿子、性科学者、文筆家
- 1946年 - 紙屋克子、看護学者、筑波大学名誉教授
- 1947年 - 桑田妙子、ピアニスト
- 1947年 - 橋本實、高校野球指導者（+ 2012年）
- 1948年 - 中山英二、ジャズ・ベーシスト
- 1949年 - 鈴木正崇、文化人類学者、民俗学者、宗教学者、慶應義塾大学名誉教授
- 1950年 - 井本隆、元プロ野球選手（+ 2015年）
- 1950年 - ゲンナジー・カルポノソフ、フィギュアスケート選手
- 1955年 - ジャック・オルテ、調教師
- 1955年 - 鈴鹿景子、女優（+ 2023年）
- 1956年 - 野村貢、元サッカー選手、指導者
- 1957年 - 三遊亭吉窓、落語家
- 1957年 - 愛敬一幸、アナウンサー
- 1957年 - 小池達子、アナウンサー、弁護士
- 1957年 - 西脇美智子、ボディビルディング選手、女優
- 1957年 - 田嶋幸三、元サッカー選手、指導者
- 1959年 - 真柴摩利、声優
- 1959年 - 渡辺菜生子、声優
- 1959年 - 樽見英樹、官僚
- 1959年 - ヒクソン・グレイシー、格闘家
- 1960年 - 紀藤正樹、弁護士
- 1961年 - 川村万梨阿、声優
- 1961年 - 赤井孝美、イラストレーター、ゲームクリエーター
- 1962年 - 五十嵐美貴、ミュージシャン（SHOW-YA）
- 1962年 - 高野美佐、アナウンサー
- 1963年 - 三遊亭楽麻呂、落語家
- 1963年 - 田久保尚英、アナウンサー
- 1964年 - 柴田由美子、声優
- 1964年 - 菊地毅、プロレスラー
- 1965年 - 服部隆之、作曲家
- 1965年 - 山口由里子、声優
- 1965年 - ビョーク、歌手
- 1966年 - 緒形幹太、俳優
- 1966年 - 倉重泰彦、農林水産官僚
- 1967年 - 藤田晃三、自転車競技選手
- 1967年 - 藤本三郎、元騎手
- 1967年 - 古賀稔彦、柔道家（+ 2021年）
- 1968年 - 金石勝智、元レーシングドライバー
- 1968年 - アレックス・ジェームス、ミュージシャン（ブラー）
- 1969年 - 瀬尾智美、女優
- 1969年 - 盛田幸妃、元プロ野球選手
- 1969年 - ケン・グリフィー・ジュニア、元プロ野球選手
- 1971年 - 千田訓子、女優
- 1971年 - 川畠成道、ヴァイオリニスト
- 1971年 - 相川紗登士、アナウンサー、ローカルタレント
- 1971年 - 中山千桂子、アナウンサー
- 1972年 - 谷本道哉、運動生理学者、筋生理学者
- 1972年 - 立川晴の輔、落語家
- 1973年 - 森富美、アナウンサー
- 1974年 - shuji、ミュージシャン（Janne Da Arc）
- 1974年 - 塚田良平、プロデューサー、作曲家
- 1974年 - 松波正信、元サッカー選手、指導者
- 1975年 - 鈴木庸介、政治家
- 1975年 - 澤田剛、元プロ野球選手
- 1975年 - 大森健作、元サッカー選手
- 1975年 - 大宮エリー、画家、脚本家、作家、CMディレクター、映画監督、演出家、ラジオパーソナリティ（+ 2025年）
- 1976年 - 伊藤高史、俳優
- 1976年 - あぁ〜しらき、お笑いタレント
- 1976年 - 秋山千鶴、アナウンサー
- 1977年 - 二柳かおり、重量挙げ選手
- 1977年 - 山下芳輝、元サッカー選手
- 1978年 - 趙雲子龍、プロレスラー
- 1978年 - 岸学、お笑いタレント（どきどきキャンプ）
- 1978年 - hatao、ティン・ホイッスル奏者、アイリッシュ・フルート奏者
- 1979年 - ヴィンチェンツォ・イアクインタ、元サッカー選手
- 1979年 - 浜亮太、プロレスラー、元大相撲力士
- 1980年 - ハヤテ真青、俳優、アクション監督、パルクールコーディネーター
- 1980年 - 冨田洋之、元体操選手
- 1980年 - 高松新一、元お笑いタレント（元オジンオズボーン）
- 1980年 - ダニエル・ハートセル、フィギュアスケート選手
- 1981年 - 池脇千鶴、女優
- 1981年 - 西園寺瞳、ストリッパー
- 1982年 - 鷹木信悟、プロレスラー
- 1982年 - 藤田卓史、元野球選手
- 1983年 - 沢村ユリ、グラビアアイドル
- 1983年 - 三宅智子、フードファイター、タレント
- 1983年 - 齊藤直史、アナウンサー
- 1985年 - 乙杉和平、俳優、タレント
- 1985年 - 桒子英里、アナウンサー
- 1985年 - 三好祐樹、競艇選手
- 1985年 - 関根麻衣子、バスケットボール選手
- 1985年 - ヘスス・ナバス、サッカー選手
- 1985年 - カーリー・レイ・ジェプセン、シンガーソングライター
- 1986年 - 橋爪遼、俳優
- 1986年 - 宮崎智彦、サッカー選手
- 1986年 - 川島大地、元サッカー選手
- 1987年 - 河野朝哉、俳優
- 1987年 - ブライアン・ダウヴィス、キックボクサー
- 1987年 - 平田一喜、プロレスラー
- 1988年 - れいか、元グラビアアイドル
- 1988年 - 岡田円、総合格闘家
- 1988年 - エリック・フレンツェル、スキー選手
- 1988年 - マット・ウェスト、プロ野球選手
- 1988年 - 松本拓馬、美容師
- 1988年 - 小春、アコーディオン奏者（チャラン・ポ・ランタン）
- 1989年 - 小野珠実、フィギュアスケート選手
- 1989年 - ホセ・ピレラ、プロ野球選手
- 1990年 - 松浦悠士、競輪選手
- 1990年 - 茂野海人、ラグビー選手
- 1990年 - キリル・ハリャヴィン、フィギュアスケート選手
- 1990年 - エマヌエル・マユカ、サッカー選手
- 1991年 - 大平奈津美、タレント
- 1991年 - 石井マーク、声優
- 1991年 - 澤田真吾、将棋棋士
- 1991年 - 志賀隼哉、アナウンサー
- 1991年 - アルマズ・アヤナ、陸上競技選手
- 1991年 - ノシャド・アラミヤン、卓球選手
- 1992年 - 青野楓、女優、モデル
- 1992年 - 遠藤三貴、俳優、歌手
- 1992年 - 指原莉乃、タレント（元HKT48）
- 1992年 - 真田佑馬、タレント（7ORDER、元ジャニーズJr.、元Love-tune)
- 1992年 - 尾崎里紗、アナウンサー
- 1992年 - 堀内大輝、アナウンサー
- 1992年 - 寿エリカ、元グラビアアイドル
- 1992年 - コナー・メイナード、歌手
- 1993年 - 渡邊圭祐、俳優、モデル
- 1994年 - 瀬名葉月、女優、タレント
- 1994年 - 金城梨紗子、レスリング選手
- 1994年 - 安藤悠哉、元陸上選手
- 1994年 - 千葉皓敬、元俳優、元声優
- 1995年 - 谷元星奈、アナウンサー
- 1995年 - 三納貴弘、YouTuber
- 1996年 - 駒田京伽、元アイドル（元HKT48）
- 1996年 - 鈴木翔太、サッカー選手
- 1996年 - 坂東悠汰、陸上選手
- 1996年 - 勝呂玲羅、元モデル、元女優
- 1997年 - 長南舞、女優、元アイドル
- 1997年 - 菅真鈴、アイドル（元カレッジ・コスモス・PEACEFUL）
- 1997年 - 椎木里佳、実業家
- 1997年 - 高鹿佑也、プロレスラー
- 1997年 - 旗手怜央、サッカー選手
- 1998年 - YUMA、アイドル、ミュージシャン（元CHERRSEE）
- 1998年 - 安井拓也、サッカー選手
- 1998年 - 大橋哲朗、プロボクサー
- 1998年 - 平岩優奈、体操競技選手
- 1998年 - ミゲル・ガーレイロ、歌手
- 1999年 - 夜道雪、声優、YouTuber、マルチタレント
- 1999年 - 海渡未来、アナウンサー
- 2000年 - 山崎美里衣、アイドル（元NGT48）
- 2000年 - 永峯海大、俳優
- 2000年 - 御子柴百香、バスケットボール選手
- 2001年 - 草加勝、プロ野球選手
- 2002年 - 藤井建悟、サッカー選手
- 2003年 - 高橋アリス、ファッションモデル、キックボクサー
- 2003年 - 猪子れいあ、タレント、元アイドル
- 2003年 - ソヒ、アイドル（RIIZE）
- 2004年 - リズ、アイドル（IVE）
- 生年不詳 - 安井絵里、声優
- 生年不詳 - 伊波奈々、声優
- 生年不詳 - 鈴木ユースケ、声優
- 生年不詳 - 田中真奈美、声優
- 生年不詳 - 西墻由香、声優
- 生年不詳 - 林毅史、声優
- 生年不詳 - 村山摩衣、声優
- 生年不詳 - 島津郷子、漫画家
- 生年不詳 - 有香子、漫画家、同人作家
- 生年不詳 - 一龍斎貞奈、講談師

## 忌日

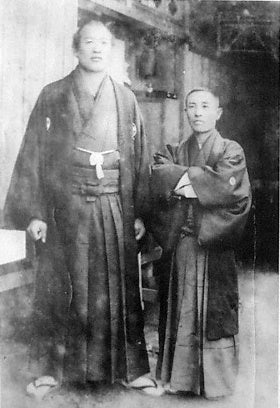
小説家半井桃水(1861-1926)没。画像は同郷の對馬洋（画像左）が大関に昇進した時のもの。

### 人物
- 496年 - ゲラシウス1世、第49代ローマ教皇
- 1011年（寛弘8年10月24日） - 冷泉天皇、第63代天皇（* 950年）
- 1265年 - アウクスブルクのアーブラハム、ドイツ人のユダヤ教改宗者
- 1555年 - ゲオルク・アグリコラ、鉱物学者（* 1490年）
- 1579年 - トーマス・グレシャム、貿易商・財政家（* 1519年）
- 1695年 - ヘンリー・パーセル、作曲家（* 1659年）
- 1710年 - ベルナルド・パスクィーニ、作曲家（* 1637年）
- 1717年 - ジャン＝バティスト・サンテール（英語版）、画家（* 1651年）
- 1719年（享保4年10月10日） - 山本常朝、「葉隠」の口述者として知られる佐賀藩士（* 1659年）
- 1733年 - ルイ・ド・ブローニュ、画家（* 1654年）
- 1782年 - ジャック・ド・ヴォーカンソン、発明家（* 1709年）
- 1801年（享和元年10月16日） - 松平勝当、第7代高須藩主（* 1738年）
- 1811年 - ハインリヒ・フォン・クライスト、劇作家（* 1777年）
- 1834年（天保5年10月21日） - 酒井忠良、第6代伊勢崎藩主（* 1808年）
- 1835年（天保6年10月2日） - 華岡青洲、外科医（* 1760年）
- 1841年 - ニコラ・クレマン、物理学者、化学者（* 1779年）
- 1844年 - イヴァン・クルィロフ、劇作家（* 1769年）
- 1849年 - フランソワ・マリウス・グラネ、画家（* 1777年）
- 1857年（安政4年10月5日） - 大岡忠愛、第6代西大平藩主（* 1807年）
- 1859年（安政6年10月27日） - 吉田松陰、尊王思想家（* 1830年）
- 1869年（明治2年10月18日） - 新見正興、江戸幕府外国奉行（* 1822年）
- 1869年（明治2年10月18日） - 真田幸教、第9代松代藩主（* 1835年）
- 1870年 - カレル・ヤロミール・エルベン、詩人、ジャーナリスト、フォークロア研究家（* 1811年）
- 1875年 - アレクサンドル＝マリー・コラン、画家（* 1798年）
- 1899年 - ギャレット・A・ホーバート、第24代アメリカ合衆国副大統領（* 1844年）
- 1907年 - パウラ・モーダーゾーン＝ベッカー、画家（* 1876年）
- 1907年 - ガエターノ・ブラーガ、作曲家、チェリスト（* 1829年）
- 1909年 - ペーダー・セヴェリン・クロイヤー、画家（* 1851年）
- 1916年 - フランツ・ヨーゼフ1世、オーストリア・ハンガリー帝国皇帝（* 1830年）
- 1916年 - ウジェーヌ・ルイ・ドワイヤン（英語版）、外科医、医療雑誌編集者（* 1859年）
- 1918年 - マグレガー・メイザース、魔術師（* 1854年）
- 1919年 - 久原躬弦、化学者（* 1856年）
- 1922年 - リカルド・フロレス・マゴン、無政府主義運動家（* 1874年）
- 1924年 - フローレンス・ハーディング（英語版）、第29代アメリカ合衆国大統領ウォレン・ハーディングの妻（* 1860年）
- 1926年 - 半井桃水、小説家（* 1860年）
- 1928年 - ヘルマン・ズーダーマン、劇作家、小説家（* 1857年）
- 1935年 - アグネス・ポッケルス、化学者（* 1862年）
- 1938年 - レオポルド・ゴドフスキー、ピアニスト（* 1870年）
- 1941年 - ジョヴァンニ・デアゴスティーニ（イタリア語版）、地理学者、地図製作者、デアゴスティーニ創業者（* 1863年）
- 1945年 - ロバート・ベンチリー、作家（* 1889年）
- 1947年 - 初代桂小南、落語家（* 1880年）
- 1956年 - 会津八一、歌人、美術史家、書家（* 1881年）
- 1958年 - メル・オット、プロ野球選手（* 1909年）
- 1961年 - 豊田貞次郎、海軍大将、商工・軍需・運輸通信大臣、実業家（* 1885年）
- 1962年 - 橋本龍伍、政治家、第78代文部大臣、第20・31代厚生大臣、第7代行政管理庁長官（* 1906年）
- 1963年 - ロバート・フランクリン・ストラウド、犯罪者、鳥類研究家（* 1890年）
- 1964年 - 佐藤篤二郎、実業家、元九州配電(のちの九州電力)社長・RKB毎日放送会長・博多ステーションビル社長（* 1897年）
- 1965年 - 式場隆三郎、精神科医（* 1898年）
- 1967年 - 中田薫、法学者（* 1877年）
- 1968年 - 時津山仁一、元大相撲力士（+ 1925年）
- 1969年 - 石田波郷、俳人（* 1913年）
- 1970年 - チャンドラセカール・ラマン、物理学者（* 1888年）
- 1971年 - 小針晛宏、数学者（* 1931年）
- 1974年 - フランク・マルタン、作曲家（* 1890年）
- 1980年 - 長沢規矩也、中国文学者（* 1902年）
- 1982年 - フランク・マコーミック、プロ野球選手（* 1911年）
- 1982年 - 渡辺正人、元騎手、評論家（* 1916年）
- 1984年 - 瀧井孝作、小説家（* 1894年）
- 1987年 - 上野英信、作家（* 1923年）
- 1988年 - カール・ハッベル、プロ野球選手（* 1903年）
- 1991年 - 石丸藤吉、プロ野球選手（* 1914年）
- 1992年 - 森信三、哲学者（* 1896年）
- 1992年 - セヴェリーノ・ガッゼローニ、フルート奏者（* 1919年）
- 1992年 - カイソーン・ポムウィハーン、ラオス人民民主共和国主席（* 1920年）
- 1992年 - 八木一郎、メジャーリーグ評論家、野球解説者（* 1925年）
- 1993年 - ブルーノ・ロッシ、宇宙物理学者（* 1905年）
- 1993年 - 古川勝、水泳選手（* 1936年）
- 1994年 - ウィレム・ヤコブ・ルイテン、天文学者（* 1899年）
- 1994年 - 小宮山重四郎、政治家、第37代郵政大臣（* 1927年）
- 1995年 - ピーター・グラント、ロックバンドマネージャー（* 1935年）
- 1996年 - アブドゥッサラーム、物理学者（* 1926年）
- 1999年 - クエンティン・クリスプ（英語版）、作家（* 1908年）
- 1999年 - 酒井淑夫、ジャーナリスト、写真家、ピューリッツァー賞受賞者（* 1940年）
- 2002年 - 伊藤喜一郎、銀行家、元東海銀行頭取（* 1929年）
- 2002年 - 高円宮憲仁親王、皇族（* 1954年）
- 2003年 - 市川靖子、女優（* 1941年）
- 2005年 - 芹沢常行、警察官（* 1915年）
- 2005年 - 高村倉太郎、映画監督（* 1921年）
- 2005年 - 山下毅雄、作曲家（* 1930年）
- 2006年 - ロバート・ロックウッド・ジュニア、ブルースギタリスト（* 1915年）
- 2006年 - ハッサン・グレド・アプティドン、政治家、初代ジブチ大統領（* 1916年）
- 2006年 - バーナード・リムランド、心理学者（* 1928年）
- 2006年 - 田沢智治、政治家（* 1932年）
- 2006年 - 黒木憲、歌手（* 1942年）
- 2007年 - 金子正且、映画プロデューサー（* 1918年）
- 2007年 - フェルナンド・フェルナン・ゴメス、俳優（* 1921年）
- 2009年 - 有江幹男、工学者、北海道大学・北海道工業大学元学長、北海道大学・北海道工業大学名誉教授（* 1920年）
- 2009年 - コンスタンチン・フェオクチストフ、宇宙飛行士、宇宙工学者（* 1926年）
- 2009年 - ラスティ・カノコギ、柔道家（* 1935年）
- 2010年 - 藤島昭、検察官・弁護士、元最高裁判所判事（* 1924年)
- 2010年 - 近藤崇晴、裁判官、最高裁判所判事（* 1944年)
- 2011年 - 松本十郎、政治家、大蔵官僚、第48代防衛庁長官（* 1918年）
- 2011年 - アン・マキャフリイ、小説家、作家（* 1926年）
- 2011年 - 7代目立川談志、落語家、タレント、政治家（* 1936年）
- 2011年 - グレッグ・ハルマン、プロ野球選手（* 1987年）
- 2012年 - 石川精二、政治家、元富山県魚津市長（* 1927年）
- 2012年 - 阿部雅一郎、実業家、阿部木材工業第2代社長、馬主（* 1937年）
- 2013年 - フレッド・カヴリ（英語版）、実業家、カヴリ財団創設者（* 1927年）
- 2013年 - マッドドッグ・バション、元プロレスラー（* 1929年）
- 2013年 - 井村淳、人形劇俳優（* 1932年）
- 2013年 - 小畑精和、フランス文学者（* 1952年）
- 2014年 - 越部信義、作曲家（* 1933年）
- 2015年 - ケン・ジョンソン、プロ野球選手（* 1933年）
- 2015年 - 毛利甚八、著作家、漫画原作者（* 1958年）
- 2015年 - 松山幸次、俳優（* 1975年）
- 2016年 - もりたなるお、作家、漫画家（* 1926年）
- 2016年 - 倉田雅年、弁護士、政治家（* 1939年）
- 2016年 - 内田繁、インテリアデザイナー（* 1943年）
- 2017年 - 杉内雅男、囲碁棋士（* 1920年）
- 2017年 - デヴィッド・キャシディ、俳優、歌手、ミュージシャン（* 1950年）
- 2018年 - ヨセフ・モルナール、ハープ奏者、声楽家、日本ハープ協会会長（* 1929年）
- 2019年 - 国正武重、政治評論家、ジャーナリスト、元朝日新聞編集委員（* 1933年）
- 2019年 - ヤシャル・ビュユクアヌト、軍人、第25代トルコ共和国参謀総長（* 1940年）
- 2019年 - 佐伯俊男、画家、イラストレーター（* 1945年）
- 2020年 - 大沼淳、官僚、海軍兵学校76期、文化学園元理事長、日本私立大学協会会長（* 1928年）
- 2020年 - 丸尾直美、経済学者、尚美学園大学名誉教授（* 1932年）
- 2021年 - ロバート・ブライ、詩人（* 1926年）
- 2021年 - 澤田浩、実業家、ニップン会長、製粉協会会長、日本・トルコ協会会長（* 1931年）
- 2021年 - ラルフ・ミラー、元アルペンスキー選手（* 1933年）
- 2022年 - 松谷嘉隆、実業家、元国際証券（現三菱UFJモルガン・スタンレー証券）社長、元大阪経済大学理事長（* 1932年）
- 2022年 - ウィルコ・ジョンソン、ギタリスト、ミュージシャン（元ドクター・フィールグッド）（* 1947年）
- 2022年 - 星野薫、レーシングドライバー（* 1947年）
- 2023年 - 櫻井規順、政治家（* 1935年）
- 2024年 - ケーケシ・アンドレア、フィギュアスケート選手（* 1926年）
- 2024年 - 奥村俊夫、実業家、元奥村組社長（* 1930年）
- 2024年 - 木谷明、弁護士、裁判官、元水戸地方裁判所所長（* 1937年）
- 2024年 - 山本恒敬、プロ野球選手（* 1940年）
- 2024年 - 山崎有恒、日本近代史学者、YouTube（* 1964年）

### 人物以外（動物など）
- 2019年 - ウイングアロー、競走馬（* 1995年）

## 記念日・年中行事
- 世界テレビ・デー
1996年12月の国連総会で制定された国際デー。1996年のこの日に国連で「第1回世界テレビ・フォーラム」が開催されたことを記念。
- 世界ハロー・デー
1973年10月の第四次中東戦争をきっかけに制定。10人の人にあいさつをすることで、世界の指導者たちに「紛争よりも対話を」とのメッセージを伝えるという日。
- 軍隊記念日（ バングラデシュ）
- 日蓮大聖人御大会（お会式）（日蓮正宗）
日蓮大聖人の祥月命日は旧暦の10月13日であるが、新暦では11月21日にあたるので総本山大石寺では前日から2日間にわたって法要が行われる。日蓮宗の久遠寺や池上本門寺では新暦の10月13日に営まれる。
- 歌舞伎座開業記念日
1889年11月21日に、東京・木挽町(現：東銀座)に歌舞伎座が開場したことにちなんで記念日を制定。元々、木挽町には江戸三座の一つである森田座(後の「守田座」)があったが、1841年に行われた天保の改革時に浅草に移されていたため、同町に歌舞伎座が出来たのは約半世紀ぶりのことであった。
- インターネット記念日
1969年にインターネットの原形であるARPANETの実験が始まったことに由来。
- カキフライの日（ 日本）
香川県三豊市に本社を置き、各種の冷凍食品の製造・販売を手がける株式会社「味のちぬや」が2011年に制定。  日付は11月はかきが美味しくなる時期で、21日は「フ（2）ライ（1）」と読む語呂合わせから。「海のミルク」と呼ばれ、栄養価の高いかきを多くの人に食べてもらうことが目的。記念日は一般社団法人・日本記念日協会により認定・登録された。
- 街コンの日（ 日本）
2012年11月21日に街コン発祥の地である栃木県宇都宮市で『第1回全国街コンサミット』が開かれたことを記念し、主催の日本街コン協会が制定した。また11月22日が「いい夫婦の日」であることから、その前段階としての恋人へ思いを込めている。
- 任天堂の日（ 日本）
- イーブイの日（ 日本）
ポケットモンスターのしんかポケモン「イーブイ」の魅力と可能性を多くの人に知ってもらい、その存在を祝うことを目的に株式会社ポケモンが制定。もともとはイーブイのファンが11（イー）21（ブイ）の語呂合わせから考案したもので、2018年11月21日に日本記念日協会に認定登録された[3][4]。